# Peabody Institute

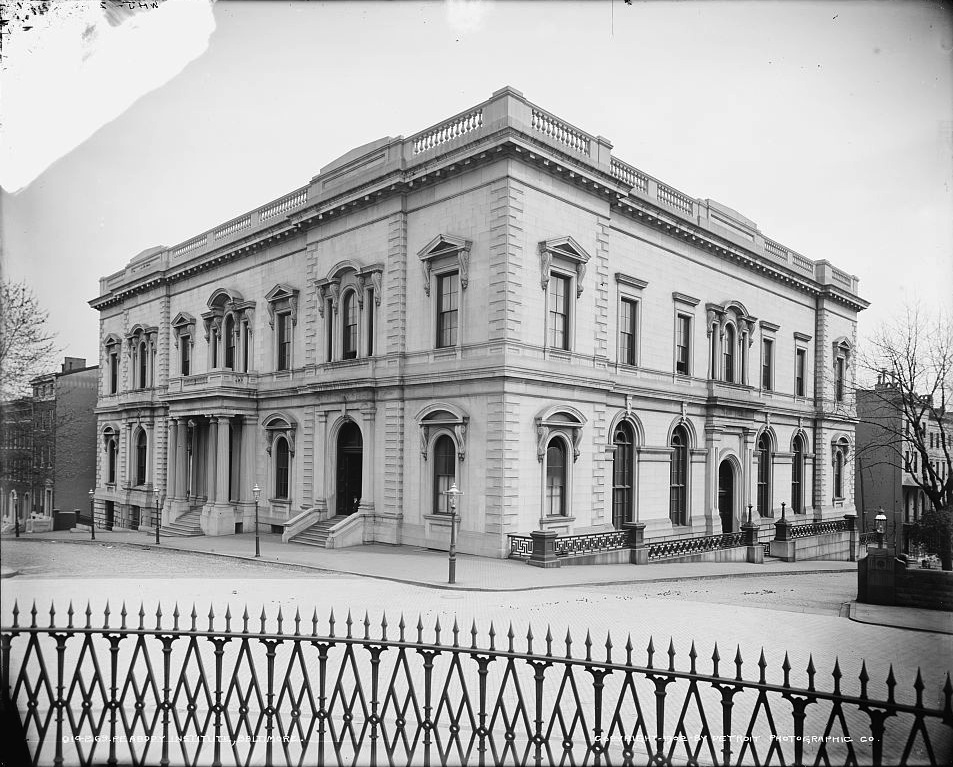
Instytut Peabody’ego w 1902

Peabody Institute Uniwersytetu Johnsa Hopkinsa – konserwatorium i szkoła przygotowawcza w dzielnicy Mount Vernon miasta Baltimore w stanie Maryland, na rogu North Charles Street i East Monument Street. 
Placówkę założył w 1857 filantrop George Peabody i była to pierwsza akademia muzyczna w Stanach Zjednoczonych. Budynek został zaprojektowany we stylu klasycyzmu włoskiego  przez Edmunda G. Linda, a jego budowę zakończono w 1866. Opóźnienie spowodowane było wojną secesyjną. 
Uczelnia zatrudniała znanych muzyków, kompozytorów, dyrygentów, dzięki którym jej ranga szybko rosła – pod koniec XIX i na początku XX wieku stanowiła światowe centrum kulturalne. Od 1977 działa w ramach Uniwersytetu Johnsa Hopkinsa i jako jedna z 16 amerykańskich szkół oferuje studia doktoranckie z dziedziny muzyki. Przy instytucie działają dwie biblioteki: Biblioteka George’a Peabody’ego, założona w 1866, oraz Biblioteka Arthura Friedheima, z ponad 100 000 pozycji, recenzji i nagrań dźwiękowych.

## Niektórzy absolwenci
Wszyscy niżej wymienieni to Amerykanie.
- Tori Amos – pianistka i piosenkarka
- Kevin Kenner – pianista, laureat Międzynarodowego Konkursu Chopinowskiego (I miejsce) i Międzynarodowego Konkursu Czajkowskiego
- Dominick Argento – kompozytor muzyki operowej
- Awadagin Pratt – pianista i skrzypek
- Virgil Fox – organista
- Tommy Newsom – saksofonista talk-show The Tonight Show Starring Johnny Carson